# Kasztelania radomska
Kasztelania radomska – kasztelania mieszcząca się niegdyś w województwie sandomierskim, z siedzibą (kasztelem) w Radomiu.

## Kasztelanowie radomscy
- Klemens z Mokrska
- Jan z Ossolina
- Mikołaj z Balic i Ossolina
- Grzegorz z Branic
- Eustachy ze Sprowy
- Stanisław z Szydłowca
- Jan z Przytyka i Podlodowa
- Jakub Podlodowski
- Piotr z Pacanowa i Sancygniowa[2]
- Stanisław Szafraniec z Młodziejowic (vel Młodziejowski) - 1499-1508
- Mikołaj Szydłowiecki - 1509-1515
- Adam Drzewicki 1515-1534
- Jan Spytek Tarnowski 1534-1542
- Paweł Dunin Wolski 1542-1543
- Stanisław Maciejowski 1544-1545
- Bernard Maciejowski 1545-1550
- Mikołaj Myszkowski 1550-1554
- Gabriel Tarło 1554-1565
- Jan Tarło 1565-1574
- Stanisław Tarnowski 1576-1582
- Jerzy Mniszech 1582-1589
- Krzysztof Lanckoroński 1589-1591
- Andrzej Firlej 1591-1609
- Mikołaj Oleśnicki 1611-1619
- Maksymilian Przerębski 1619-1620
- Samuel Grot Słupecki 1620-1640
- Maciej Pękosławski 1646-1649
- Krzysztof Lanckoroński 1651-1666
- Mikołaj Głogowski 1666-1676
- Piotr Kochanowski 1676
- Józef Borek 1676-1693
- Jan Kazimierz Lanckoroński 1693-1697
- Franciszek Morsztyn 1699-1726
- Stanisław Dunin Brzeziński 1726-1730
- Piotr Świętosław Dunin 1732-1735
- Stanisław Kochanowski 1737-1756
- Stanisław Moszyński 1756-1757
- Kazimierz Dunin-Karwicki 1757
- Józef Potkański 1757-1772
- Michał Świdziński 1772-1790
- Wojciech Walerian Suchodolski 1790-1793